# Beethoven - A caccia di Oss... car!
Beethoven - A caccia di Oss... car! (Beethoven's Big Break o Beethoven - La grande occasione) è un film direct-to-video del 2008 diretto da Mike Elliott. Il regista, in collaborazione con la United International Pictures, cerca di dare uno slancio al film eseguendo un reboot, cioè rappresentando la storia di Beethoven prima del primo capitolo.

## Trama
Eddie, un addestratore di animali in difficoltà e papà vedovo, è l'assistente dell'addestratore Sal DeMarco, un presentatore egocentrico e senza talento. Entrambi sono stati assunti per addestrare gli animali per un film intitolato Frizzy, The Bichon Frise: Sal deve addestrare la cagnolina, mentre Eddie ha solo la responsabilità dell'addestramento di un'iguana. Quando Frizzy viene rapita, Sal afferma che era Eddie il responsabile della gestione del cane, e quindi Eddie viene licenziato. In realtà il rapimento è stato orchestrato dallo stesso Sal, ma i suoi stupidi scagnozzi hanno rapito la cagnolina troppo presto, prima ancora dell'inizio delle riprese. Proprio perché il cane non è indispensabile, il regista rifiuta di pagare il riscatto e decide di tenere invece audizioni per una nuova Frizzy.
Nel frattempo Billy, il figlio di Eddie, sta passeggiando per strada quando incontra un grosso San Bernardo, che lo segue fino a casa. Il padre del ragazzo dà il permesso al figlio di tenerlo solo per una notte. Billy decide di chiamarlo Beethoven, perché mostra interesse nell'ascolto della Sinfonia n. 5 di Ludwig van Beethoven.
Dopo qualche giorno, Beethoven viene portato agli studi di Hollywood dove lavora il padre del bambino. Durante le audizioni combina talmente tanti disastri che viene notato dal regista e viene subito assunto (mentre Sal è licenziato). Eddie e Billy accettano felicissimi. Sul set cinematografico, Beethoven si rivela impossibile da addestrare. Lisa, la sceneggiatrice, decide di passare più tempo con il cane per poter adattare la sceneggiatura al suo comportamento (il film che ne risulta assomiglia molto al primo Beethoven). Tra Eddie e Lisa nascerà l'amore.
Sal non ha rinunciato al suo piano, così rapisce Beethoven, programmando di ucciderlo una volta ottenuto il riscatto. Fortunatamente Eddie e Lisa lo trovano e lo salvano facendo arrestare tutti i malviventi.